# Ultima cena (Perugino)
L'Ultima cena è un affresco (440x800 cm) di Pietro Perugino, databile al 1493-1496 e conservato nel Convento di Fuligno a Firenze. Attorno all'opera è stato allestito un piccolo museo detto del Cenacolo di Foligno, che fa parte del sistema dei Cenacoli di Firenze. 

## Storia
Il convento di Fuligno prendeva il nome delle monache francescane provenienti dall'Umbria che lo occuparono a partire dal 1419. Diventato nel corso secolo uno dei conventi per fanciulle di nobile origine di Firenze, venne notevolmente abbellito anche grazie alle sovvenzioni di Lorenzo de' Medici e della famiglia Lapaccini. Alla fine del secolo vi lavorò il Perugino, che dal 1493 si era stabilito principalmente a Firenze. Dopo la soppressione del museo (1800) l'affresco venne "scoperto" e aperto al pubblico. Nell'entusiasmo generale venne inizialmente attribuito a Raffaello, per poi arrivare alla giusta attribuzione.

## Descrizione e stile
La grande opera mostra una tavola a ferro di cavallo lungo la quale sono disposti Gesù e gli apostoli, seduti su uno scranno continuo con la spalliera tappezzata di verde; fa eccezione, come di consueto, Giuda Iscariota, che si trova dall'altra parte della tavola di spalle e fa per girarsi verso lo spettatore. Le iscrizioni sul gradino ligneo alla base della tavola indicano i nomi degli apostoli: da sinistra Giacomo il Minore, Filippo, Giacomo il Maggiore, Andrea, Pietro, Gesù, Giovanni, Bartolomeo, Matteo, Tommaso, Simone il Cananeo, Giuda Taddeo.

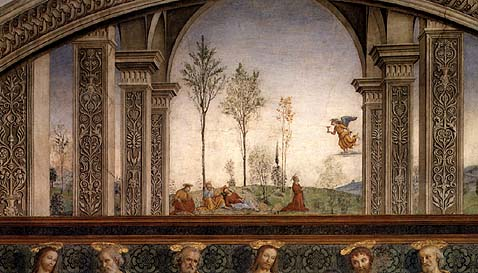
Orazione nell'Orto

Il pavimento presenta un disegno a riquadri geometrici in marmi bianchi e rosa ripreso dalle tavolette di san Bernardino, opera giovanile del Perugino. Lo schema riprende il Cenacolo di San Marco di Ghirlandaio (1486), con la scena ambientata attorno a un tavolo a "U" e l'apertura paesistica della stanza oltre la spalliera. Oltre l'ambiente del cenacolo si apre infatti un vasto loggiato, inscritto nell'architettura reale del refettorio come se ne sfondasse la parete, dove si vedono tre campate di archi a tutto sesto retti da pilastri con grottesche, mentre sullo sfondo si apre un vasto paesaggio naturale in cui avviene la scena dell'Orazione nell'orto del Getsemani. Tipici dell'artista sono gli esili alberelli che punteggiano le colline e lo sfumare verso l'orizzonte del paesaggio con toni azzurrini, per effetto della foschia. 
Grande armonia traspare dai rapporti tra figure e ambientazione e ogni elemento invita lo spettatore verso la fuga dell'apertura paesistica al centro. Il motivo del portico divenne usatissimo nelle opere del pittore di quegli anni, testimoniato da numerose opere, tra cui la Pala di Fano, l'Apparizione della Vergine a san Bernardo o la Pietà.
Nella cornice, che imita un motivo marmoreo all'antica, si trovano alcuni tondi con ritratti di santi, secondo la tradizione fiorentina, ad esempio usata anche da Beato Angelico (Crocifissione con i santi).